# Chlorophorus aspertulus
Chlorophorus aspertulus är en skalbaggsart som beskrevs av Holzschuh 1992. Chlorophorus aspertulus ingår i släktet Chlorophorus och familjen långhorningar. Inga underarter finns listade i Catalogue of Life.